# Therese Albertine Luise Robinson
Therese Albertine Luise von Jakob Robinson (26. januar 1797 – 13. april 1870) var en tysk-amerikansk forfatterm lingvist og oversætter. Hun var den bibellærde Edward Robinsons anden kone. Hun skreve en kort autobiografi i forordet til Brockhausischen Conversations-Lexikon (1840). Der er skrevet en komplet biografi om hende af Irma Elizabeth Voigt, der blev udgivet i 1913.